# CZ Водолея
CZ Водолея (лат. CZ Aquarii) — двойная затменная переменная звезда типа Алголя (EA) в созвездии Водолея на расстоянии приблизительно 1905 световых лет (около 584 парсеков) от Солнца. Видимая звёздная величина звезды — от +12,08m до +10,7m. Орбитальный период — около 0,8628 суток (20,706 часов).

## Характеристики
Первый компонент — белая звезда спектрального класса A7V или A5. Эффективная температура — около 7734 К.